# Wolterstorffina
Wolterstorffina – rodzaj płazów bezogonowych z rodziny ropuchowatych (Bufonidae).

## Zasięg występowania
Rodzaj obejmuje gatunki występujące w Nigerii i Kamerunie.

## Systematyka

### Etymologia
Wolterstorffina: Willy Georg Wolterstorff (1864–1943), niemiecki paleontolog i herpetolog.

### Podział systematyczny
Do rodzaju należą następujące gatunki:
- Wolterstorffina chirioi Boistel & Amiet, 2001
- Wolterstorffina mirei (Perret, 1971)
- Wolterstorffina parvipalmata (Werner, 1898)

## Status
Trzy gatunki tego rodzaju mają status: W. mirei – EN; W. parvipalmata – CR; W. chirioi – CR.